# Т-80БВМ
Т-80БВМ — российская модернизация основного боевого танка Т-80БВ семейства танков Т-80. Разработан и производится Омским заводом транспортного машиностроения (входит в Ростех). Контракт на модернизацию устаревших Т-80БВ до уровня Т-80БВМ был подписан с Минобороны РФ на форуме Армия-2017. Т-80БВМ находится на вооружении российской и украинской армии.

## Общие сведения
В техническом отношении Т-80БВМ представляет из себя модификацию основного боевого танка Т-80БВ, принятого на вооружение в 1985 году.

## Двигатель
Модернизированные танки оснащаются газотурбинным двигателем ГТД-1250, созданным на основе авиационных наработок на заводе им. В.Я. Климова (ныне «ОДК-Климов»). Мощность двигателя составляет 1250 л.с.

## Прицел

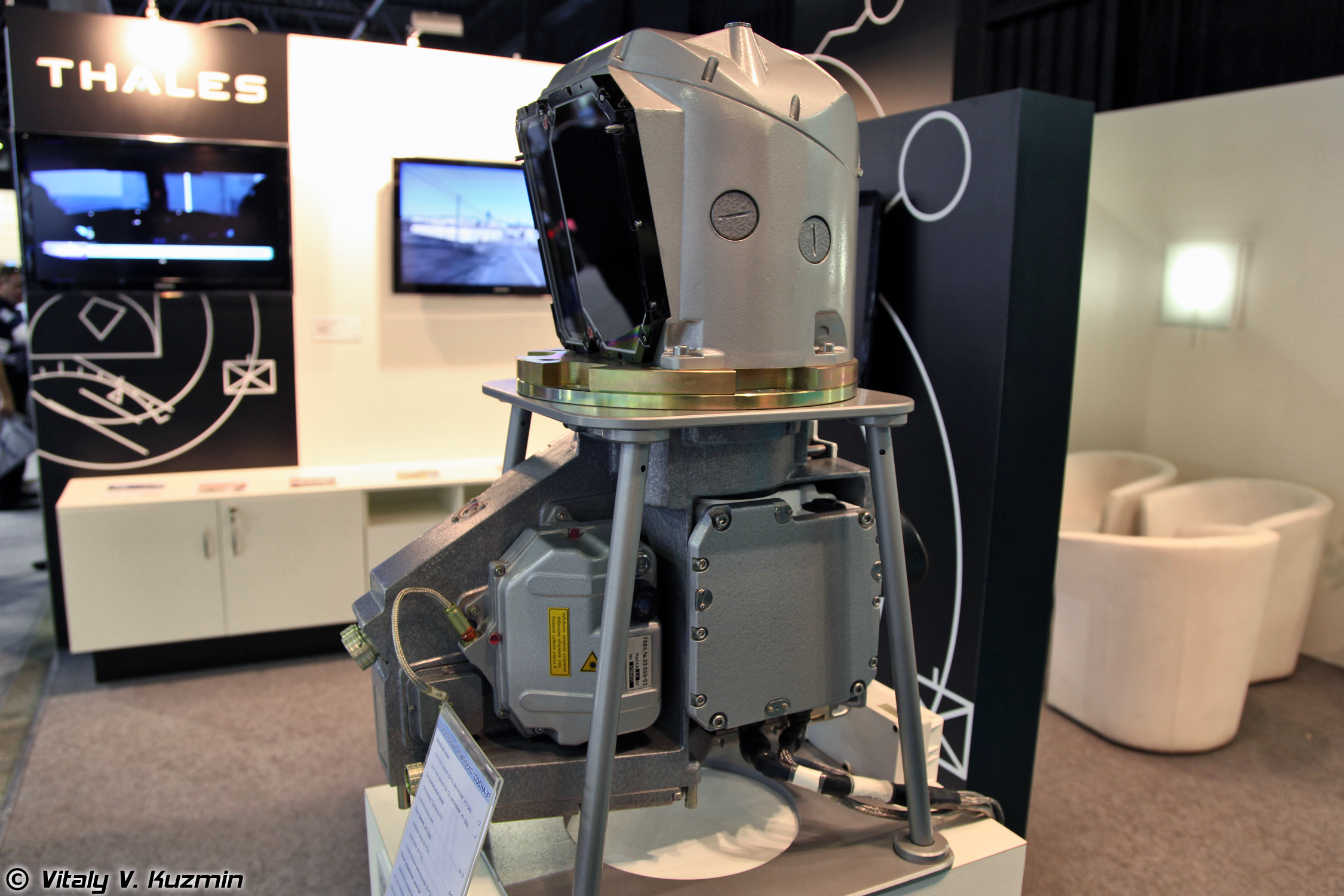
Прицел Сосна-У (используется также на Т-72Б3)

Т-80БВМ оснащается новым прицелом «Сосна-У». Таким же прицелом оснащается и Т-72Б3.

## Системы защиты
На танк также установлена динамическая защита «Реликт», и в будущем предусматривается установка активной защиты «Арена-М».

## Вооружение
Помимо ДЗ и КАЗ, Т-80БВМ оснащён 7,62-мм пулемётом Калашникова, а также 125-мм гладкоствольной пушкой 2А46М-4.

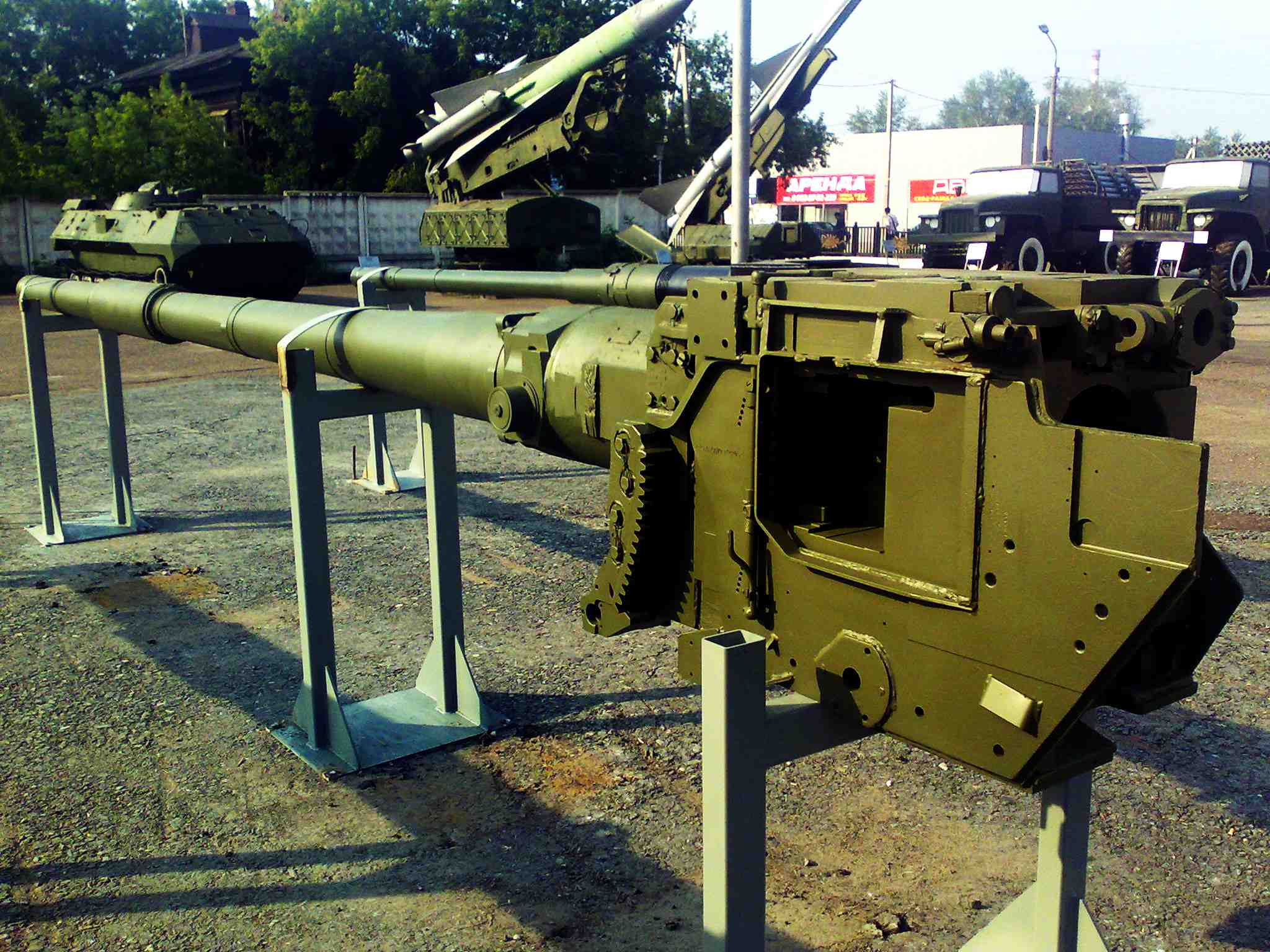
125-мм 2A46М1 гладкоствольная пушка

## ТТХ
ТТХ Т-80БВМ:
- скорость, км/ч : 80
- запас хода по шоссе, км: 500
- длина без пушки, мм: 7010
- длина с пушкой, мм: 9560
- высота, мм: 2220
- масса, т: 46

## Боевое применение
Используется обеими сторонами в ходе вторжение России на Украину. Военные эксперты отмечают неудачное использование Россией Т-80 в ходе вторжения, многие Т-80, включая танки модификации Т-80БВМ, были брошены, захвачены украинскими войсками или уничтожены с помощью противотанковых ракетных комплексов, артиллерии, минометов и БПЛА, в том числе в результате детонации боекомплекта с отрывом башни.
На 17 апреля 2024 года, по данным сайта Oryx, ВС РФ потеряли не менее 133 танков Т-80БВМ, из них не менее 32 было захвачено ВСУ.

## Операторы
- Россия
  - Сухопутные войска — 100 Т-80БВМ по состоянию на 2024 год[10].
  - Береговые войска ВМФ — 100 Т-80БВ/Т-80БВМ по состоянию на 2024 год[11].
- Украина
  - Сухопутные войска — 80 Т-80БВ/Т-80БВМ/Т-80У/Т-80УК, по состоянию на 2024 год[12].

## В компьютерных играх
В компьютерной игре War Thunder Т-80БВМ представлен как современный российский основной боевой танк..

## Галерея

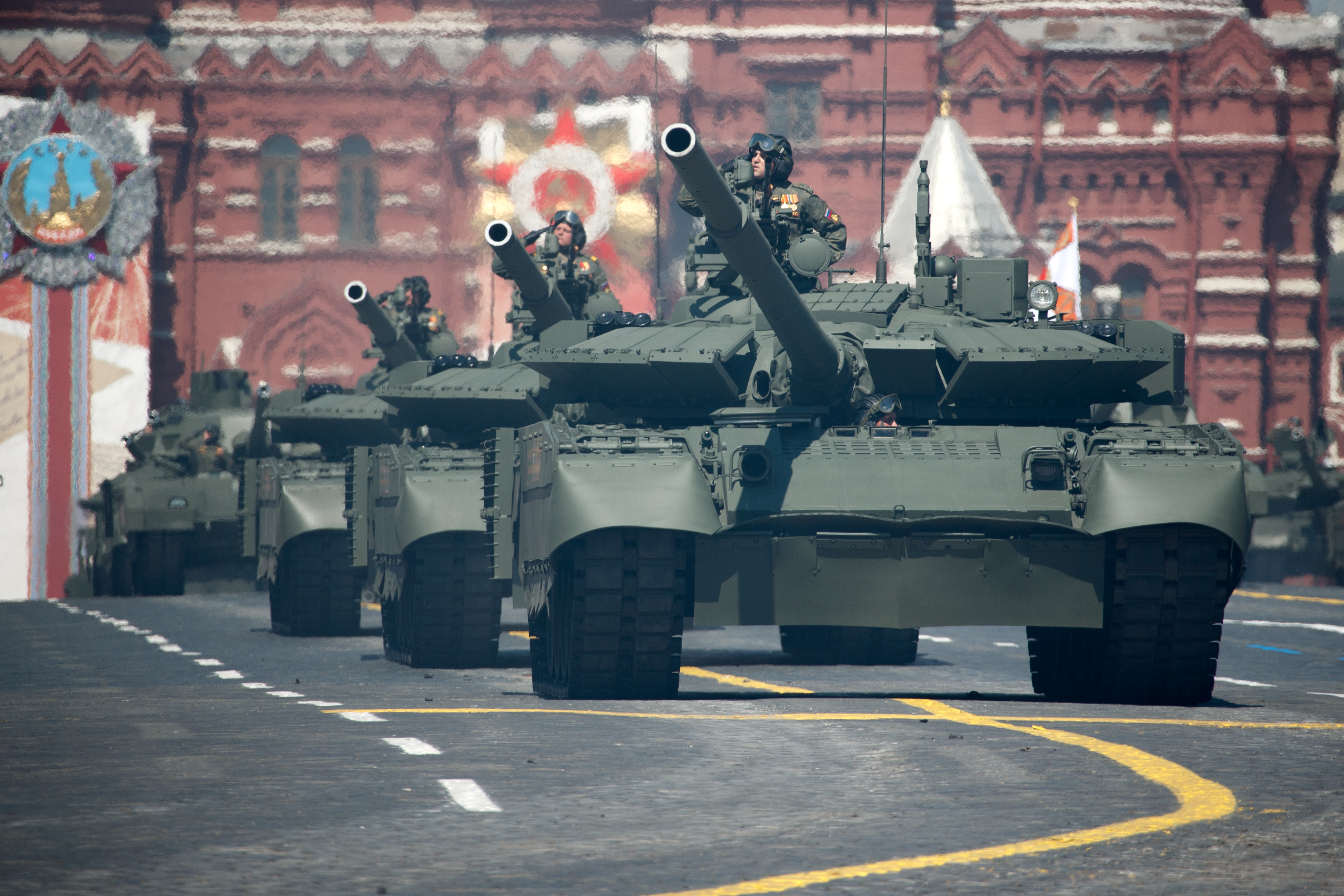
Т-80БВМ на параде на Красной площади в 2020
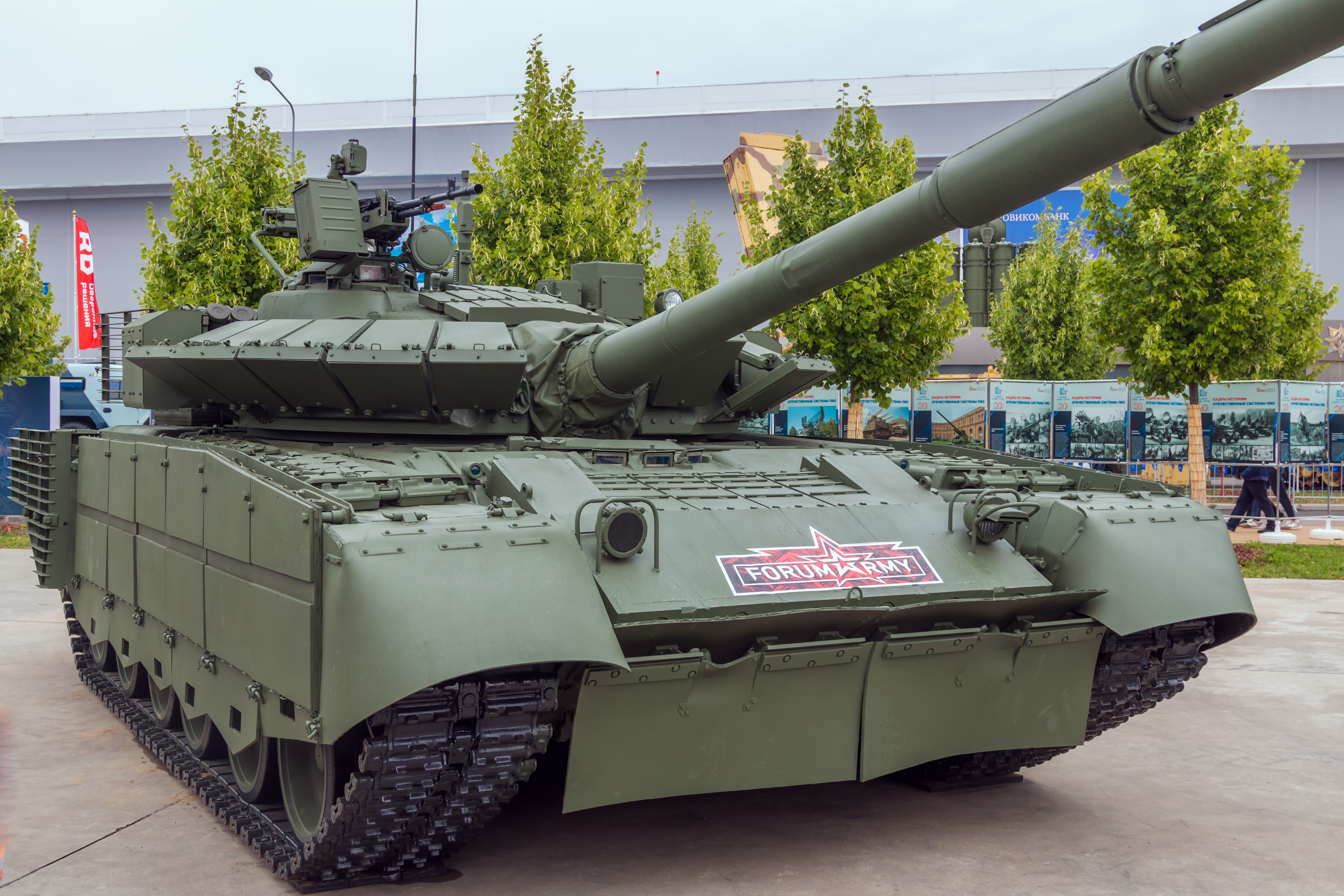
Т-80БВМ на форуме Армия-2022
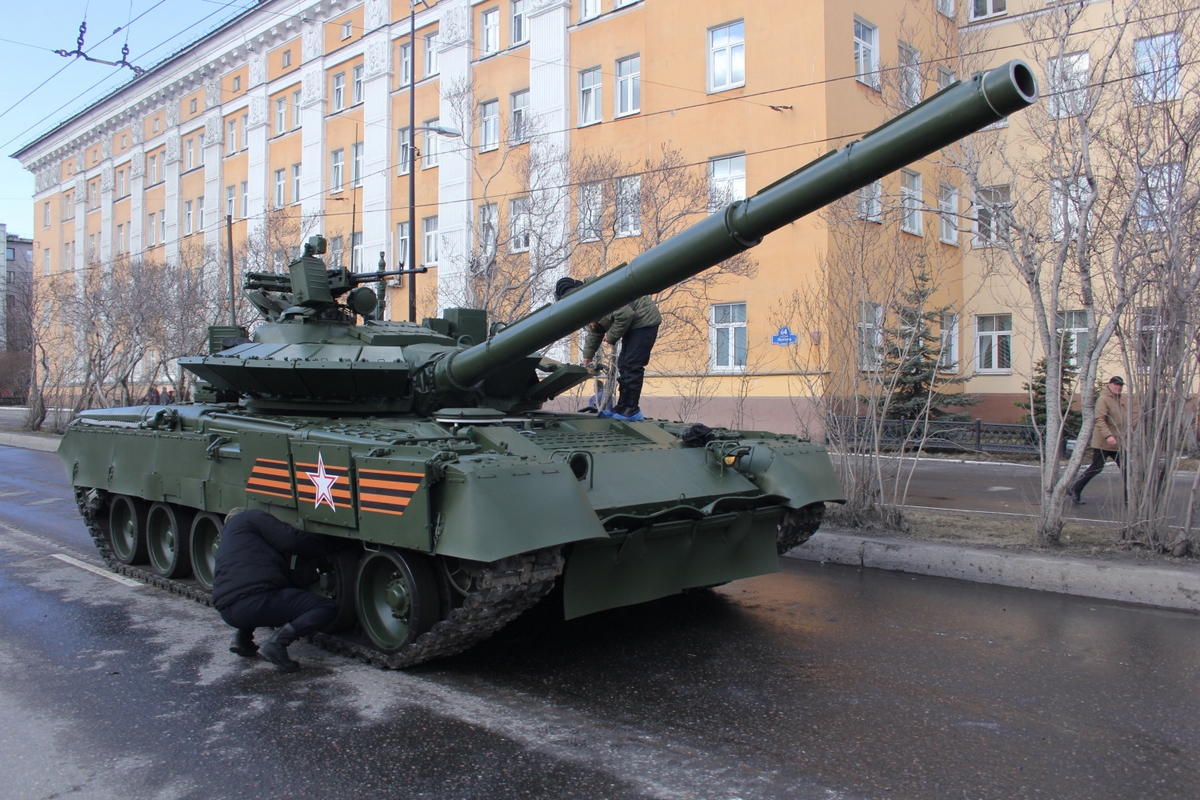
В Мурманске перед парадом Победы в 2019
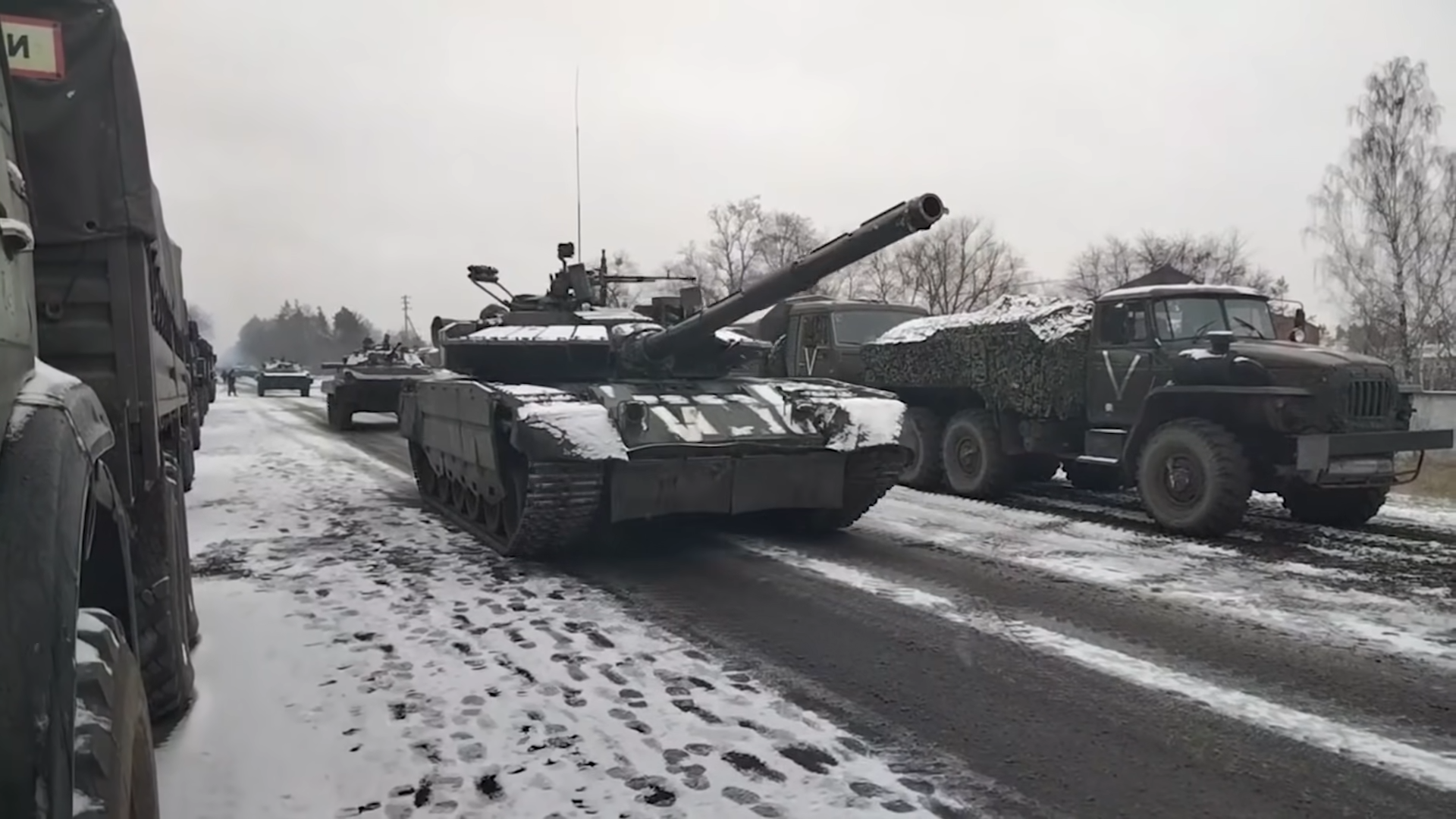
Т-80БВМ в Киевской области
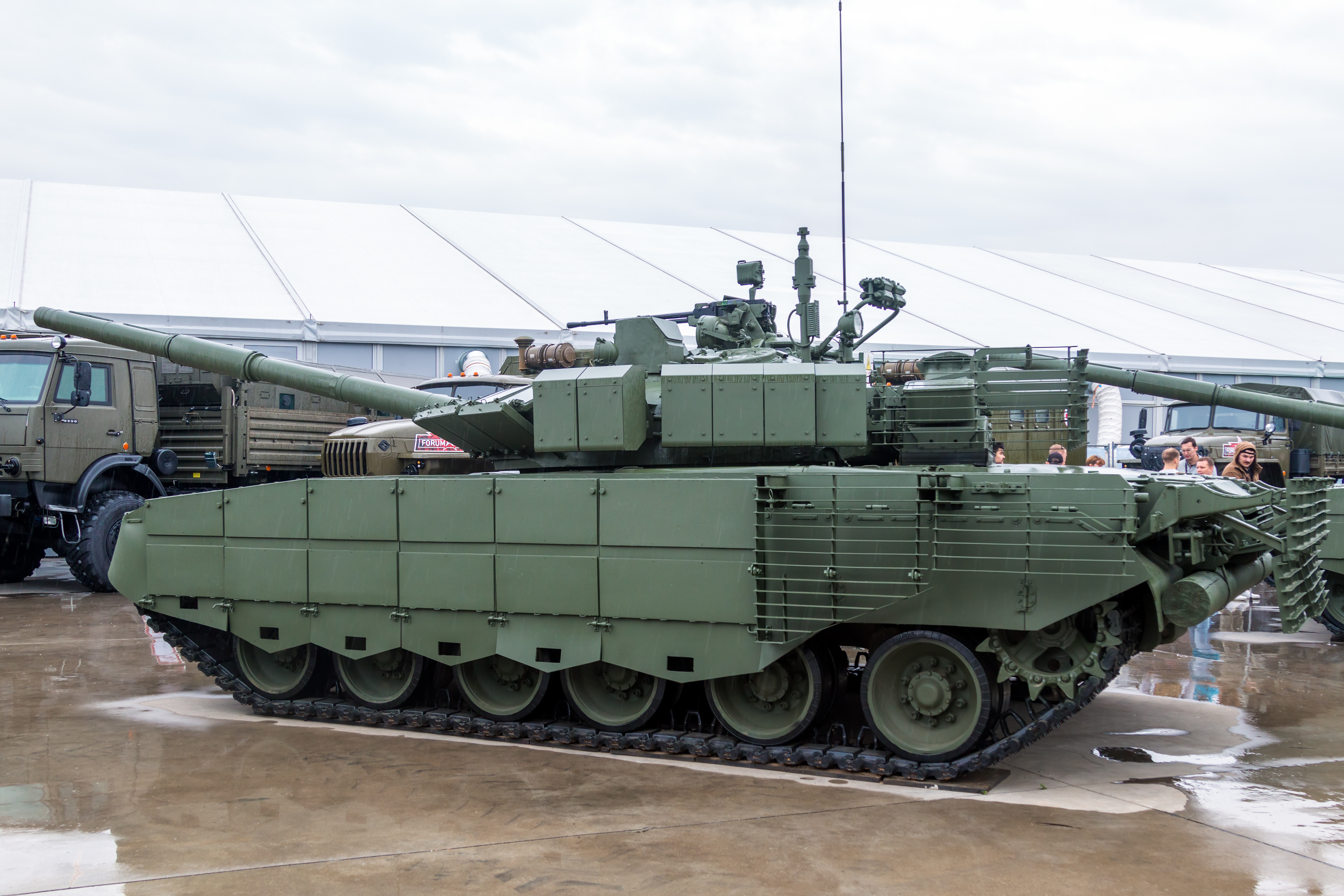
Т-80БВМ на форуме Армия-2022
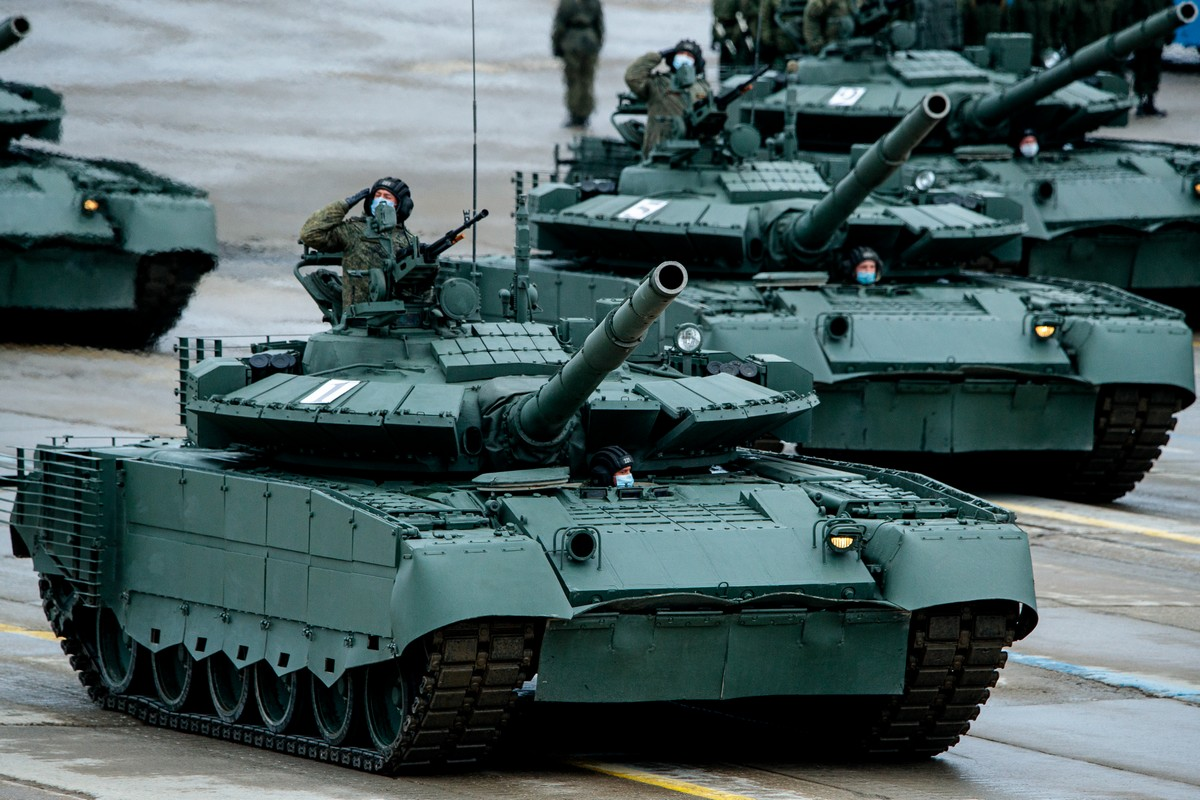
Т-80БВМ на репетиции парада Победы
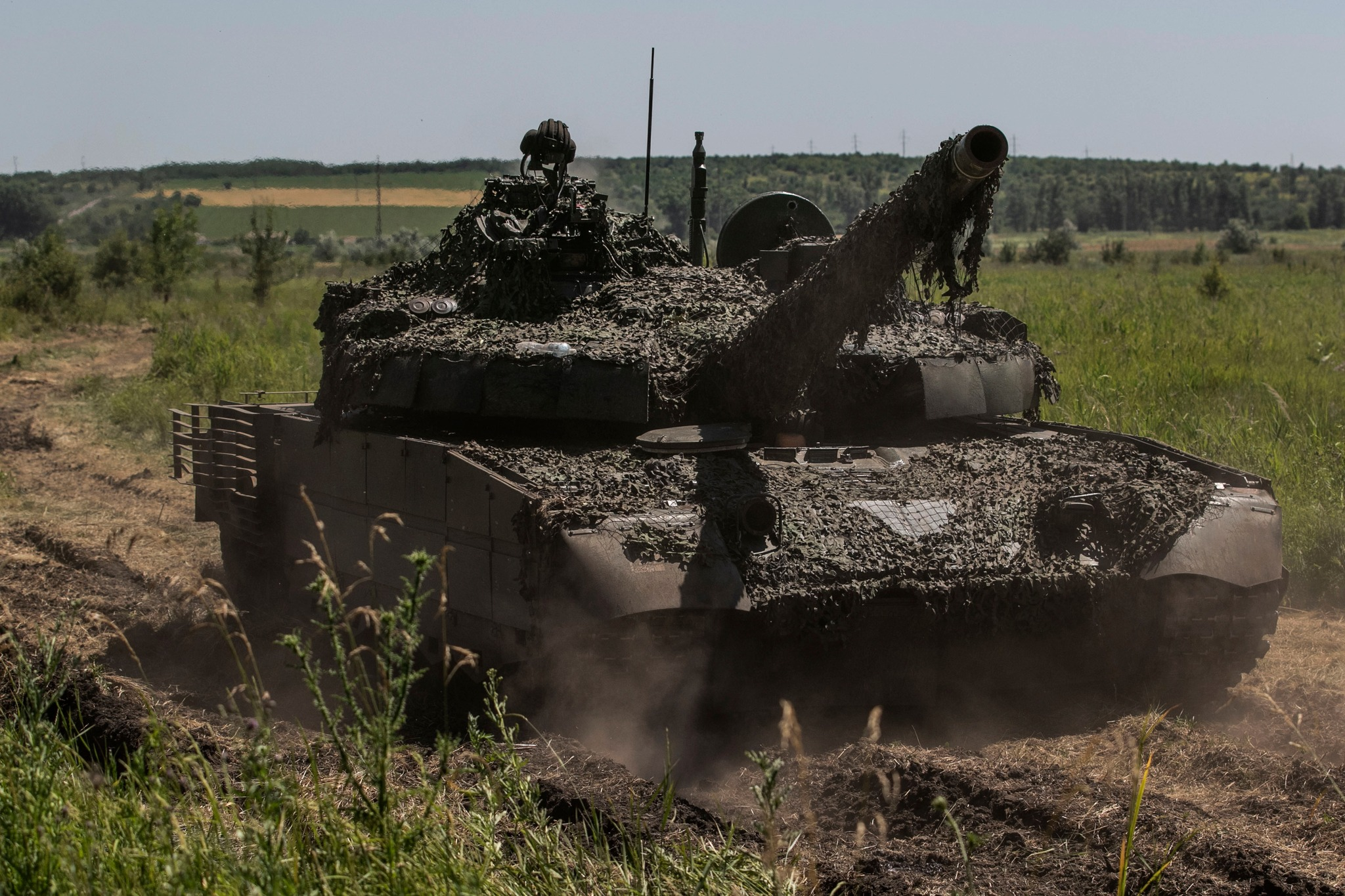
Т-80БВМ в составе 93-й бригады «Холодный Яр»